# Централізоване сховище відпрацьованого ядерного палива
Централізоване сховище відпрацьованого ядерного палива (ЦСВЯП) – автономна ядерна установка, призначена для тривалого зберігання відпрацьованого ядерного палива (ВЯП) з діючих енергоблоків РАЕС, ХАЕС та ПАЕС. Для зберігання ВЯП використовується технологія поверхневого «сухого» зберігання із застосуванням двобар'єрної системи ізоляції ВЯП від навколишнього середовища, що забезпечується обладнанням спеціально спроєктованих інженерних систем контейнерного типу.

## Мета створення
Важливою проблемою ядерної енергетики залишається поводження з радіоактивними відходами. Впродовж роботи ядерного реактора в ньому накопичується велика кількість радіоактивних ізотопів із значним періодом напіврозпаду, які продовжують випромінювати ще тисячі років це так зване відпрацьоване ядерне паливо.
ВЯП – це стратегічний ядерно-паливний ресурс для майбутнього покоління ядерних реакторів. Проєкт ЦСВЯП забезпечить диверсифікацію постачальників ядерного палива та на технічно-виробничому рівні створить замкнутий цикл з використання та переробки ядерного палива в Україні.
Українські АЕС з реакторами типу ВВЕР, як і інші АЕС колишнього СРСР, створювалися, виходячи з концепції тимчасового зберігання й подальшої переробки ВЯП у м. Желєзногорську Красноярського краю РФ (для реакторів ВВЕР-1000) й переробки в м. Озерську Челябінської області (для реакторів ВВЕР-440). Час від часу через нестабільні політичні відносини з Росією цей процес призупинявся, що призводило до накопичення ВЯП при АЕС. Крім того, перероблені відходи все одно повинні повертатися в Україну, оскільки за міжнародними угодами ядерні відходи мають бути захоронені на території країни, де утворилися. У 2001 році ВЯП почали зберігати на Запорізькій АЕС у «сухому» сховищі відпрацьованого ядерного палива (ССВЯП). Аналогічні сховища планувалось побудувати і при інших АЕС.

## Історія

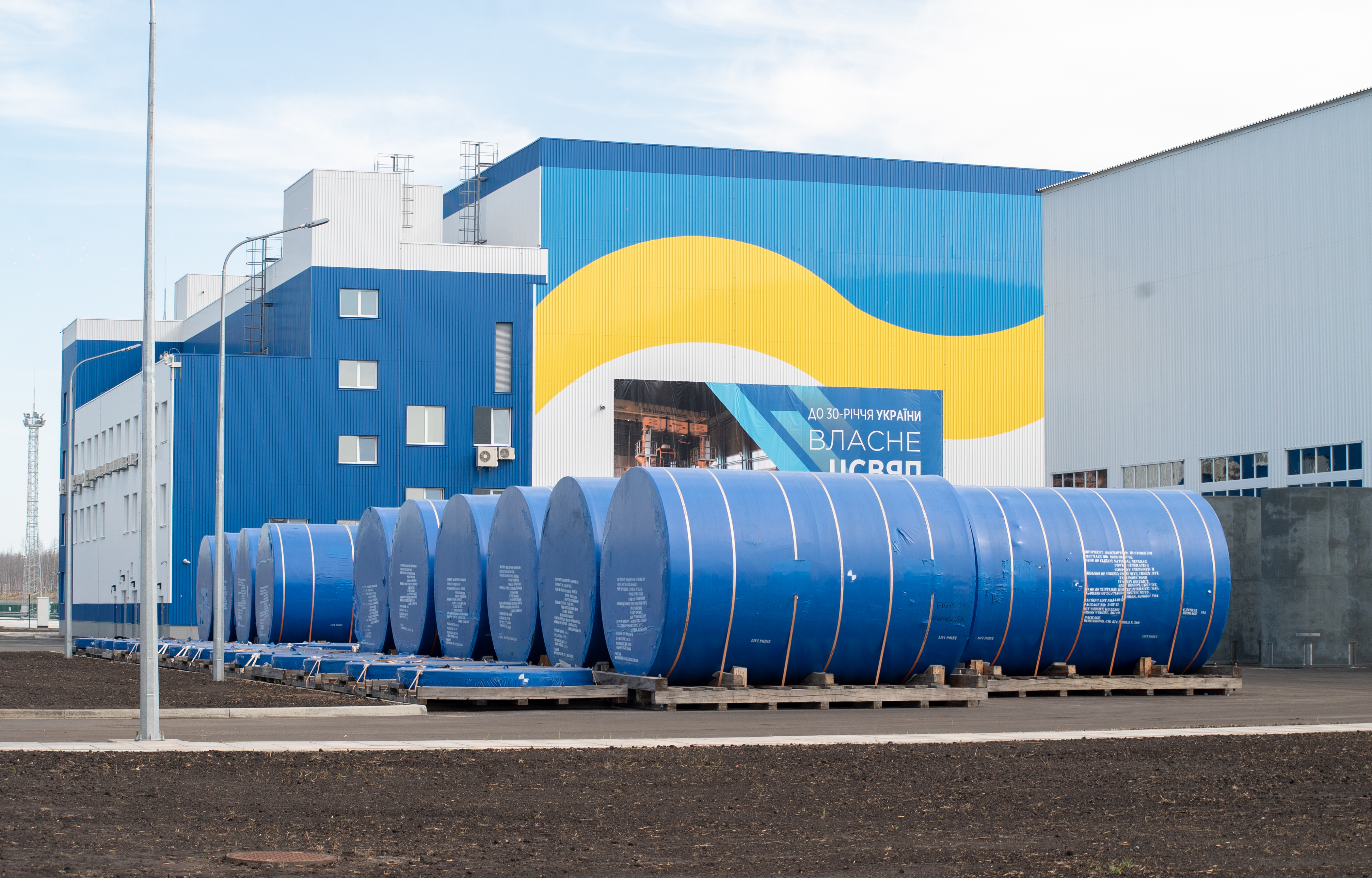

З 2001 року велися перемовини між Енергоатомом, українською владою та іноземними компаніями щодо будівництва Централізованого сховища відпрацьованого ядерного палива у Чорнобильській зоні відчуження.
У 2004 році НАЕК «Енергоатом» було оголошено тендер на спорудження Централізованого сховища відпрацьованого ядерного палива.
У 2005 році переможцем тендеру було визнано американську компанію Holtec International, того ж року було укладено з цією компанією контракт на спорудження Централізованого сховища відпрацьованого ядерного палива (ЦСВЯП). Компанія Holtec International є провідним постачальником і власником технології «мокрих» та «сухих» систем зберігання ВЯП у США. Обсяг замовлень кампанії становить 80 % у межах США та 20 % в інших країнах. Вона має ліцензії Американського Регулюючого Органу з ядерної та радіаційної безпеки (US NRC). Корпорація запропонувала впровадити в Україні власну технологію «сухого» зберігання ядерних відходів, апробовану в США, Швейцарії й Іспанії.
У червні 2009 року прийнято зміни до Закону України «Про порядок прийняття рішень про розміщення, проєктування, будівництво ядерних установок і об'єктів, призначених для поводження з радіоактивними відходами, які мають загальнодержавне значення».

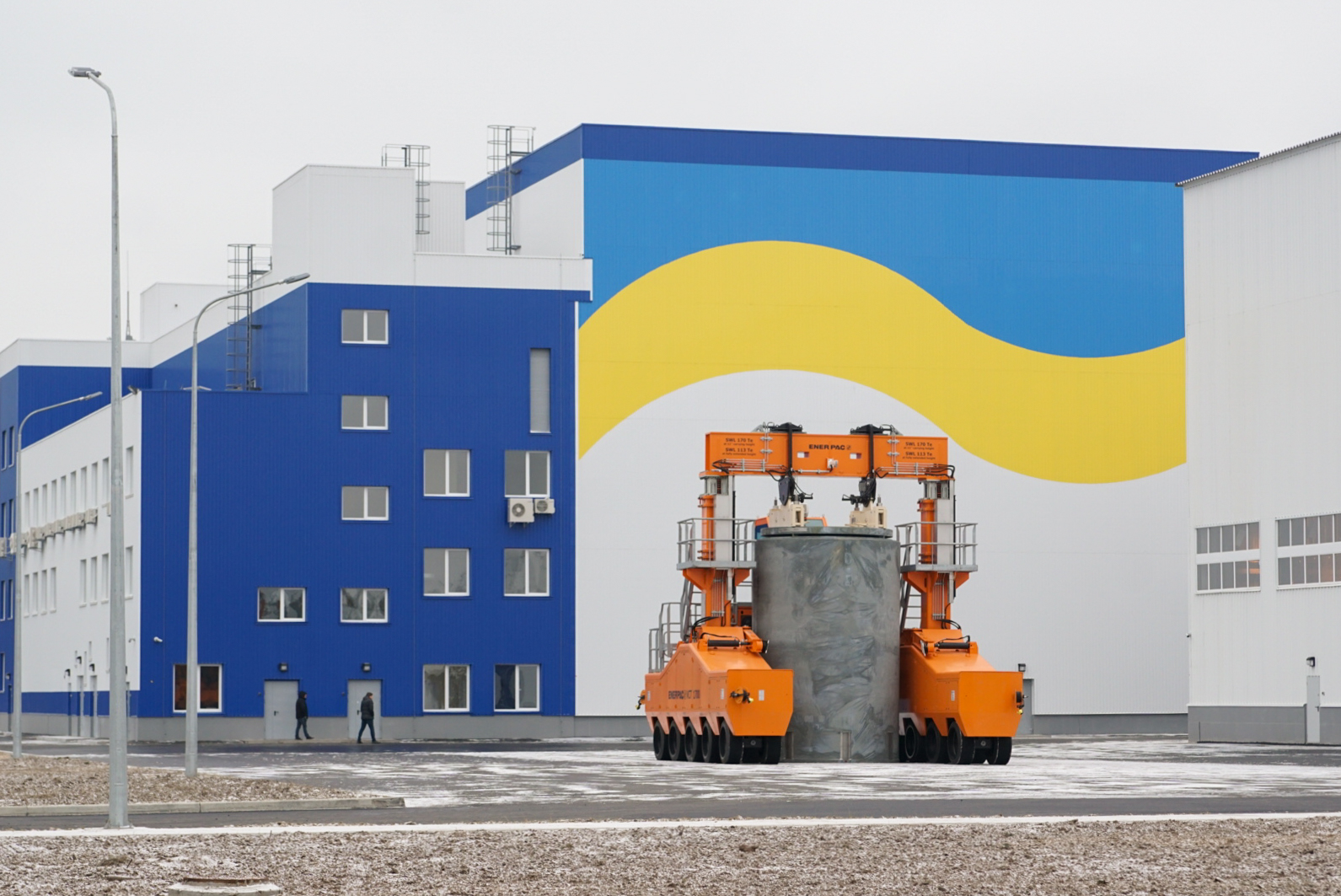

9 лютого 2012 року було ухвалено Верховною Радою України та підписано Президентом України Закон України «Про поводження з відпрацьованим ядерним паливом щодо розміщення, проєктування та будівництва централізованого сховища відпрацьованого ядерного палива реакторів типу ВВЕР вітчизняних атомних електростанцій». Згідно з ним централізоване сховище розміщується на майданчику, розташованому між селами Стара Красниця, Буряківка, Чистогалівка та Стечанка Київської області в зоні відчуження, території, що зазнала радіоактивного забруднення внаслідок Чорнобильської катастрофи. Загальна місткість централізованого сховища становить 16 529 відпрацьованих тепловидільних збірок реакторів типу ВВЕР-440 та ВВЕР-1000.
23 квітня 2014 року Кабінет Міністрів України надав дозвіл ДП "НАЕК «Енергоатом» на розроблення з урахуванням вимог державних стандартів, норм і правил у сфері землеустрою проєкту щодо відведення земельних ділянок загальною площею 45,2 гектара (землі державної власності лісогосподарського призначення (ліси), що перебувають у постійному користуванні Державного агентства з управління зоною відчуження, розташованих між колишніми селами Стара Красниця, Буряківка, Чистогалівка та Стечанка Київської області у Чорнобильській зоні.
3 серпня 2016 року Президент України підписав Закон України «Про внесення змін до деяких законодавчих актів України, що стосується врегулювання окремих питань правового режиму території, що була піддана радіоактивному забрудненню внаслідок Чорнобильської катастрофи».
5 жовтня 2016 року Кабінет Міністрів України ухвалив рішення про надання земельних ділянок для спорудження ЦСВЯП та під'їзної залізничної колії у постійне користування ДП "НАЕК «Енергоатом».
7 червня 2017 року Кабінет Міністрів України прийняв розпорядження № 380-р "Про затвердження проєкту «Будівництво централізованого сховища відпрацьованого ядерного палива реакторів типу ВВЕР вітчизняних атомних електростанцій».
9 листопада 2017 року розпочалось будівництво ЦСВЯП у зоні відчуження Чорнобильської АЕС.
На початку грудня 2018 року на території Рівненської атомної електростанції було продемонстровано спеціальний потяг для перевезення відходів до сховища та протестовано перевантажувальний контейнер HI-TRAC.
У грудні 2020 року НАЕК «Енергоатом» своєчасно завершив будівництво першого пускового комплексу Централізованого сховища відпрацьованого ядерного палива у терміни, визначені розпорядженням Уряду України. Ще 14 пускових комплексів будуть побудовані до 2040 року паралельно із заповненням майданчика ЦСВЯП контейнерами з ВЯП.
У липні 2021 року на замовлення Енергоатома було завершено будівництво 43-кілометрової залізничної колії Вільча — Янів, яка з'єднала ЦСВЯП із залізничною мережею країни.
24 січня 2022 року Енергоатом завершив двомісячні автономні випробування систем ЦСВЯП у холодному режимі. З 26 січня по 4 лютого 2022 року проводилися комплексні холодні випробування.
25 квітня 2022 року Державна інспекція ядерного регулювання України видала ДП "НАЕК «Енергоатом»" дозвіл на здійснення діяльності, який очікувався ще 9 березня, але був відтермінований через російську агресію та перебування військ окупанта у Чорнобильській зоні відчуження.